# O4 (Kopenhagen)
De O4 of Ringvej 4 (Nederlands: Ringweg 4) is een ringweg om de Deense hoofdstad Kopenhagen. De weg loopt van Ishøj via Taastrup, Ballerup, Hareskov en Bagsværd naar Kongens Lyngby, waar de weg aansluit op de Motorring 3. De O4 is de buitenste ringweg van Kopenhagen.
Het deel van de O4 tussen Ishøj en Ballerup is uitgebouwd tot autosnelweg, de Motorring 4. Daarmee is het de O-weg in Denemarken die is uitgebouwd tot autosnelweg.